# 溫井總貞
溫井總貞（生年不詳－1555年）是日本戰國時代武將。能登畠山氏的家臣。父親是溫井孝宗。兒子有溫井續宗。天文3年（1534年）成為兵庫助，天文14年（1545年）成為備中守。入道後號紹春。
仕於畠山義總、義續、義綱3代（被最初的主君義總賜予偏諱「總」字）。被義總重用而成為家中筆頭重臣。但是在義續、義綱時代變成専横的家臣，成為「畠山七人眾」的筆頭期間把遊佐氏當主遊佐續光排除，之後一直握有實權。
在弘治元年（1555年）被希望恢復權力的義綱邀请参加宴会，总贞毫不防备的前往，之后在宴会中被殺。法名是紹春禪定門。